# بیدگیجه
بیدگیجه، روستایی از توابع بخش زاغه شهرستان خرم‌آباد در استان لرستان ایران است.

## جمعیت
این روستا در دهستان قائدرحمت قرار دارد و براساس سرشماری مرکز آمار ایران در سال ۱۳۸۵، جمعیت آن ۱۶۴ نفر (۳۳خانوار) بوده‌است. سکنه این روستا از طایفه بیرانوند و قایدرحمت میباشند